# العملية فورتون: حيلة الحرب
العملية فورتون: حيلة الحرب (بالإنجليزية: Operation Fortune: Ruse de guerre)‏ هو فيلم تجسس، وأكشن، وكوميديا أمريكي من إخراج غاي ريتشي وبطولة جيسون ستاثام، أوبري بلازا، جوش هارتنت، كاري إلويس وهيو غرانت. عرض الفيلم في 18 مارس 2022.

## روابط خارجية
- العملية فورتون: حيلة الحرب على موقع IMDb (الإنجليزية)
- العملية فورتون: حيلة الحرب على موقع ميتاكريتيك (الإنجليزية)
- العملية فورتون: حيلة الحرب على موقع روتن توميتوز (الإنجليزية)
- العملية فورتون: حيلة الحرب على موقع ألو سيني (الفرنسية)
- العملية فورتون: حيلة الحرب على موقع فيلمافينيتي (الإسبانية)
- العملية فورتون: حيلة الحرب على موقع قاعدة بيانات الأفلام السويدية (السويدية)
- العملية فورتون: حيلة الحرب على موقع قاعدة بيانات الفيلم (الإنجليزية)
- العملية فورتون: حيلة الحرب على موقع ليتربوكسد (الإنجليزية)
- العملية فورتون: حيلة الحرب على موقع كينوبويسك (الروسية)